# Kanton Lot et Truyère
Lot et Truyère is een kanton van het Franse departement Aveyron. Het is op 22 maart gevormd bij toepassing van het decreet van 21 februari 2014. Daarbij werden de kantons Entraygues-sur-Truyère en Estaing samengevoegd met van het kanton Espalion de gemeenten Bessuéjouls, Le Cayrol en Espalion. Deze laatste gemeente werd de hoofdplaats van het nieuwe kanton dat deel uitmaakt van het arrondissement Rodez.

## Gemeenten
Het kanton Lot et Truyère omvat de volgende gemeenten:
- Bessuéjouls
- Campuac
- Le Cayrol
- Coubisou
- Entraygues-sur-Truyère
- Espalion
- Espeyrac
- Estaing
- Le Fel
- Golinhac
- Le Nayrac
- Saint-Hippolyte
- Sébrazac
- Villecomtal